# SRE-LL
Das SRE-LL (Surveillance Radar Equipment) ist ein im L-Band arbeitendes Flugsicherungsradar, das aus einer Kombination aus einem Primärradar (engl. Primary-Surveillance-Radar, PSR) und Sekundärradar (engl. Secondary Surveillance Radar, SSR) besteht. Die Erfassungsreichweite von Luftfahrzeugen lag bei bis zu 278 km (150 NM) bei einer minimal zu erfassenden Zielgröße (RCS, Radar Cross Section, dt. Radarquerschnitt oder Rückstrahlquerschnitt) von 1,5 m² bei  90 % Entdeckungswahrscheinlichkeit (Probability of Detection, Pd). Die Reichweite variiert, je nach dem spezifizierten RCS und ob die Anlage linear oder zirkular polarisiert ist, ob sie im Frequenz-Diversity mit zwei Frequenzen, oder nur einer Frequenz betrieben wird.
Die Mittelbereichs-Radaranlagen (En-route-Radar) Typ SRE-LL wurden von der ehemaligen Bundesanstalt für Flug Sicherung  (BFS) und deren Nachfolgeorganisation DFS Deutsche Flugsicherung (DFS) verwendet. Sie dienten, ebenso wie der Vorläufer GRS (Groß-Rund-Suchradar) und dem Nachfolger-Typ SRE-M (Surveillance Radar Equipment), der Flugverkehrskontrolle auf der Strecke (engl. En-Route) und der Überwachung des Flugverkehrs außerhalb der Bereiche um Flugplätze.
Der Hauptunterschied gegenüber anderen Mittelbereichs-PSR lag darin, das die SRE-LL-Anlagen aus zwei separaten PSR- und SSR-Sensoren bestand. Dabei wurden die zwei jeweils gegenüberstehenden PSR-Parabolspiegel und SSR-Balkenantennen, nach den doppel-köpfigen, römischen Gott Janus als „Janus-Antenne“ bezeichnet.  Durch diese Anordnung wurde eine Verdopplung der Zielerfassungsrate erreicht, ohne dass die Antenne doppelt so schnell drehen lassen müssen.
Die Nutzung als ASR (Airport Surveillance Radar) ASR zur Kontrolle von An- und Abflug im Bereich von bis zu 111 km (60 NM) sowie anderer Flugbewegungen rund um einen Flugplatz war, aufgrund gleich hohen Zielerneuerungsrate wie bei ASR möglich. Diese Art der Nutzung benötigte jedoch aufgrund der schlechteren Entfernungsauflösung gegenüber einer als ASR ausgelegten Radaranlage, eine Vergrößerung der Staffelung (Flugverkehrskontrolle), woraus eine Reduzierung der Luftraum-Kapazität folgte.

## Geschichte
Für die Überwachung außerhalb der Flughafenbereiche (En-route-Radar) erfolgte 1958 bis 1960 die Installation und Inbetriebnahme der Telefunken-Eigenentwicklung eines Mittelbereichs-Radars des Typs GRS (Groß-Rund-Suchradar) die im L-Band bei einer Wellenlänge von 23 cm arbeiteten und an den Standorten Hannover/Deister, Neunkirchener Höhe und München Gronsdorf installiert wurden. Der PSR Reflektor der GRS war eine Eigenentwicklung von Telefunken mit den Abmessungen von 7 m mal 14,5 m bei einem Gewicht von 30 Tonnen S. 35 und einer Erfassungsreichweite von 220 km (120 NM) und einer Höhenerfassung von 14 km. Die GRS wurden später mit dem bei der BFS eingesetzten SSR-Interrogator der Firma Telefunken SRT-4 nachgerüstet.
Die Entwicklung des Nachfolgers SRE-LL bei Telefunken begann 1968/69; der Prototyp wurde 1972 in Bremen installiert. Die fünf Serienanlagen wurden 1970 bis 1977 an den Standorten Bostedt (bei Hamburg), Gosheim (bei Stuttgart), Lüdenscheid, Mittersberg (bei Nürnberg), Pfälzer Wald (bei Kaiserslautern) installiert und in Betrieb genommen  S. 41und waren bis Mitte der 1990er Jahre in Betrieb. Die Forderungen für die SRE-LL war eine Betriebsreichweite von 278 km (150 NM) Entfernung und 18,3 km Höhe bei einem RCS von 1,5 m² und 90 % Entdeckungswahrscheinlichkeit (Probability of Detection, Pd) und eine Zielerneuerungsrate von bis zu 15 mal pro Minute. Alle SRE-LL Anlagen bestehen aus um 180° versetzten PSR-Parabolspiegel (14,5 m breit und 9 m hoch) und SSR-Balkenantennen die oberhalb der beiden Primärspiegel montiert waren. Jede PSR-Antenne besaß einen PSR Sende-Empfänger und jede SSR-Balkenantenne einen SSR-Interrogator, wodurch eine Zielerneuerungsrate von bis zu 15 mal pro Minute bei gleichbleibender Drehzahl möglich war. Die Umdrehungszahl lag zwischen 2 min−1 bis 7,5 min−1. Bei Nutzung nur einer einzelnen Antenne wäre hierzu eine Verdopplung der Umdrehungszahl notwendig, was aber zu anderen Einschränkungen in der Reichweite führen würde. Der Antennengewinn liegt, je nach Antennendiagramm, zwischen 35 dB und 38 dB, wobei das untere Diagramm eine Keulendiagramm und das obere die Form eines Cosecans²-Diagramms besaß. Jeder der beiden PSR Sensoren einer SRE-LL nutzten einen Magnetron Sender die jeweils bis zu 5 MW Puls-Spitzen Senderausgangsleistungen erzeugen konnten.
Der Nachfolger der SRE-LL die SRE-M5 wurde von 1975 bis 1978 auch bei Telefunken entwickelt und war ein kohärentes Radar mit einem Klystron als Senderendstufe, nutze jedoch wie die GRS zuvor nur einen PSR-Parabolspiegel.
Es gibt in der Literatur verschiedene Erklärung für die Bezeichnung SRE-LL. Eine davon lautet "Surveillance Radar Equipment, L-Band L-Band" da die SRE-LL aus zwei Anlagen am gleichen Standort bestand. Diese Erklärung wurde weder in den Publikationen der Herstellerfirma Telefunken, noch in den Schulungsunterlagen der Flugsicherungs-Schule (FSS) der ehemaligen Bundesanstalt für Flugsicherung verwendet.